# Stachys viscosa
Stachys viscosa là một loài thực vật có hoa trong họ Hoa môi. Loài này được Montbret & Aucher ex Benth. miêu tả khoa học đầu tiên năm 1836.